# إيما فليتشير
إيما فليتشير (بالإنجليزية: Emma Fletcher) (4 فبراير 1995 في كندا - ) هي لاعبة كرة قدم نيوزلندية وكندية في مركز الوسط، شاركت في دورة الألعاب الأمريكية 2015. وشاركت مع منتخب نيوزيلندا تحت 17 سنة للسيدات لكرة القدم ‏ ومنتخب كندا تحت 20 سنة للسيدات لكرة القدم ومنتخب كندا لكرة القدم للسيدات. أما مع النوادي، فقد لعبت مع California Golden Bears ‏.

## وصلات خارجية
- إيما فليتشير على موقع اتحاد النرويج (النرويجية)
- إيما فليتشير على موقع قاعدة بيانات كرة القدم.إي يو (الإنجليزية)
- إيما فليتشير على موقع Soccerway.com (الإنجليزية)